# Muskelten
Muskeltene er strækreceptorer i skeletmuskeler, der primært registrerer ændringer i muskellængden. De formidler længdeinformation til centralnervesystemet via afferente nervefibre . I hjernen bearbejdes denne informationen somproprioception. Muskeltenes sansning af længdeændring spiller også en vigtig rolle i reguleringen af musklekontraktion, for eksempel ved at aktivere motorneuroner via strækrefleksen for at modstå muskelstræk.
En muskelten har både sensoriske og motoriske komponenter.